# Folk Nation
Folk Nation (IPA: [fəuk ˈneɪʃən]) — союз уличных банд, происходящих из Чикаго, из которого банда с тех пор распространилась по всей территории США, особенно на Среднем Западе и Юге. Они являются конкурентами People Nation.
В рамках альянса Folk Nation, есть много банд, которые имеют свои собственные уникальные цвета, жесты и организацию. Многие из этих банд подписали хартию, чтобы присоединиться к альянсу Folk Nation. Она была создана 11 ноября 1978 года в иллинойсском Департаменте исправительных учреждений. Вскоре после этого, была создана People Nation для противодействия Folk Nation. Лэрри Гувер, председатель Gangster Disciple Nation, создал идею для альянса и убедил многих руководителей крупных чёрных, белых, и латиноамериканских банд из Чикаго, присоединиться к ним. Самым крупным членом Folk Nation является Gangster Disciple Nation.

## Атрибутика
Банды демонстрируют свои особенности, представляющие собой символы, цвета, граффити, номера начальных букв названий банд, как например Gangster Disciples использует 74, так как G и D занимают 7 и 4 место в английском алфавите. Практикуется язык жестов и особый сленг.
Большинство банд используют шестиконечную звезду, вилы, и определяют себя знаками на правой стороне тела, например, носят шляпы и банданы повёрнутые направо. Банды употребляют слоган «Всё едино», чтобы поприветствовать друг друга. Шестиконечная звезда Давида, еврейские религиозные символы в честь царя Давида применяются в граффити.

## Крупнейшие группировки альянса
- Black Disciples
- Gangster Disciples
- Satan Disciples
- Imperial Gangsters
- La Raza
- Latin Dragons
- Latin Disciples
- Maniac Latin Disciples
- Simon City Royals[2]